# Eanred
Eanred va ser rei de Northúmbria, després d'Aelfwald II. Hi ha poc que se sàpiga amb certesa sobre Eanred. L'única referència que la Crònica anglosaxona fa sobre aquest període de la història de Northúmbria és que l'any 829 Egbert va capitanejar un exèrcit contra aquest país, que va arribar fins a Dore, on es van trobar amb Eanred i li van oferir que se sotmetés com a rei vassall, cosa que va acceptar i llavors els de Wessex van tornar a casa, per tant, almenys temporalment Egbert va estendre la seva hegemonia sobre tots els regnes anglosaxons.

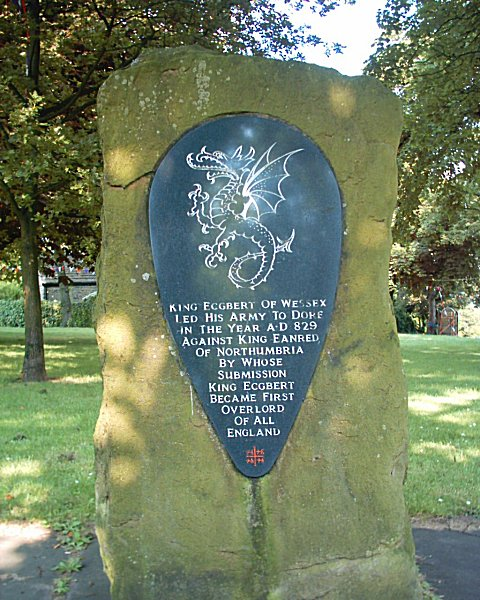
Pedra que commemora la trobada entre Eanred i Egbert de Wessex a Dore

El cronista Roger de Wendover va escriure que Eanred va regnar del 810 fins al 840, i Simeó de Durham assegurava que el seu regnat va durar 33 anys. Recentment s'ha trobat una moneda encunyada amb el seu nom, que s'ha datat al voltant de l'any 850, una datació basada en el disseny de la moneda. Tenint en compte la turbulenta història de Northúmbria en aquest període, un regnat d'aquesta durada fa pensar que Eanred va ser una figura amb carisma. Una generació després, però, el regne de Northúmbria va deixar d'existir.
Eanred era fill d'Eardwulf, que va ser deposat per Ælfwald II l'any 806. Segons Simeó de Durham, Ælfwald va governar durant dos anys abans que Eanred el succeís; però en la bibliografia dels francs es diu que Eardwulf, després d'haver-lo deposat, va ser rebut a la cort de Carlemany i també en la cort papal de Lleó III i que va tornar escortat a Northúmbria per recuperar el tron. Això fa que no quedi en dubte si el veritable regant d'Eanred va quedar interromput; el que sí que coincideixen totes les fonts documentals és en assegurar que ell va ser succeït pel seu fill Æthelred.
Durant el govern d'Eanred es va fer servir per primera vegada un tipus de moneda anomenada styca, més petita que la sceat, a la qual va acabar reemplaçant. Les noves monedes tenien un menor contingut de plata i en la següent generació de monedes es va substituir la plata per un aliatge de zinc. Se'n conserven moltes monedes que van ser encunyades a York, en les quals apareixen inscrits els noms de diversos encunyador, cosa que fa pensar que se'n fabricaven en grans quantitats. L'historiador Higham creu que hi havia en circulació centenars de milers de stycas. La distribució de les monedes que s'han trobat suggereix que el principal ús va ser el comerç exterior i que, a banda del pagament d'impostos, les monedes no es feien servir gaire en la vida diària de la gent de Northúmbria.